# 普興祝家大院
普興祝家大院位於四川省樂山市峨眉山市，文物遺址年代判定為民國。2012年7月16日公佈為第八批四川省文物保護單位。
普興祝家大院位於四川省樂山市峨眉山市普興鄉光明村一組。建於民國，坐南向北，建築占地面積3000平方米。原為五個四合院佈局和一個三合院組成，呈一字型分佈，現存一個三合院和兩個四合院，分別建於清代和中華民國。均為木結構，單簷，懸山式屋頂，小青瓦屋面，穿鬥式梁架，通高7米，素面台基。三合院建於清代，保存基本完好，由前房、前左右廂房和後左廂房組成。其中：前房面闊十一柱十問39米，進深四桂三間4.7米，通高9米，從東北向西南數第四間為通道；前右廂房為三層樓，面闊三柱兩間8.2米，進深五柱四問6米，通高12米；前左廂房為三層樓，面闊三柱兩間7.8米，進深三柱兩間4米，通高12米；後左踴房現存面闊四柱三間11.8米，進深四柱三間6.9米，通高6米；四合院，兩進，呈一字型佈局，建於民國，由兩正房，兩前房和左中右廂房組成。其中：東四合院正房，面闊四柱三間16.7米，進深七柱六間10.3米，通高7米；前房為吊腳樓，面闊六柱五間16.7米，通高6.4米，明間為通道，有垂帶式踏跺17級；左中廂房各面闊十柱九間30.75米，進深四柱三間4.9米，通高7米。普興祝家大院是峨眉山市現存規模最大、最完好的吊腳樓四合院建築，具有川西吊腳樓民居建築風格，對研究民國時期民居建築的形制及風格提供了重要的實物依據。